# Dione (voornaam)
Dione is een voornaam en afkomstig van Theia (gelatiniseerd Dione), een koningin uit de Griekse mythologie. Haar naam kan worden vertaald als "koningin van het licht" of "Hemelkoningin". Een variant van de naam is Dionne.
Ook afleiding van Dionysos, naam van de Griekse god van de wijn.

## Bekende naamdraagsters
- Dione de Graaff, Nederlandse presentatrice
- Dione Housheer, Nederlandse handbalster
- Dionne Slagter (OnneDi), Nederlands YouTuber
- Dionne Stax, Nederlandse nieuwslezeres
- Dionne Warwick, Amerikaanse zangeres